# 小石川ユミ
小石川 ユミ（こいしかわ ユミ）は、日本の映像作家、アニメーター。
主に、NHKの音楽番組「みんなのうた」などのアニメーションを制作している。

## 作品一覧

### みんなのうた
- ◆は5分間1曲枠の楽曲。
- ちっちゃなフォトグラファー / 石川ひとみ（2002年8月・9月放送）